# ファースト・キス (テレビドラマ)
『ファースト・キス』は、フジテレビ系列の「月9」枠で2007年7月9日から9月17日まで、毎週月曜日21:00 - 21:54（JST）に放送された日本のテレビドラマ。主演は井上真央。
井上真央は、今作で月9枠初出演及び主演を務める。スタッフは『エンジン』以来の月9登板の井上由美子に、『電車男』、『のだめカンタービレ』のプロデューサー：若松央樹、演出：武内英樹で構成されている。キャッチコピーは「最初で最後?のワガママなんです!」。

## ストーリー
20歳の少女、福永美緒は、難病を抱えて治療のため米国に滞在。難しい手術を控え、その直前、両親の離婚で離れて日本に住む兄・加納和樹を訪ねる。

## 登場人物

### 福永（加納）家
福永 美緒〈20〉
演 - 井上真央
本編の主人公・ヒロイン。生まれつき心臓に重い病気を抱えていて常備薬のニトロールRをペンダントとして持ち歩いている。そのため小さい頃から甘やかされて育ち、そのせいか、かなりの性悪でわがままな悪魔のような女。両親の離婚で母親のいるアメリカに住んでいたが、心臓の大きな手術を受ける前に思い出を作りたいと思い、兄の和樹のいる日本に向かう。はじめは和樹にわがまま放題で、周りのことも一切省みない自分勝手な性格だったが、次第に和樹や結城等の周りの人間にかかわっていくうちに次第に思いやりや素直さが芽生えてき、周りの人間とうまく打ち解けていくようになる。
井上真央は、今回のドラマ撮影にあたり、美緒の手術成功率が五分五分であることをどう演じるか、その気持ちを考えるためにブラジルの作家、パウロ・コエーリョの『ベロニカは死ぬことにした』を参考にしている（『ダ・ヴィンチ』2007年9月号より）。
加納 和樹〈28〉
演 - 伊藤英明
美緒の兄であだ名は「カズ」。小さい頃は、肥満児であった過去がある。カメラマンを目指して番場の元で修行を積んでいたがクビになり、それ以降は、はるなに貢いで貰うなど自堕落な生活を送る。美緒を溺愛しており、恋人を作ってやろうと奔走するが、空回りが多い。最初は美緒に自分がカメラマンだと嘘をついていたが、それがばれて美緒に責められた後は番場に土下座して謝り、何とか雇って貰えるようになった。結城と美緒をくっつけようと奮闘するが、大体余計なことをして美緒にたしなめられることになる。あまり物事を深く考えない性格で、軽はずみな行動をして高木に怒られることもしばしば。勝と共に一流の家に居候している。
福永 りえ子〈49〉
演 - 夏木マリ
美緒や和樹の母親であり、アメリカ在住のキャリアウーマン。美緒を愛しており、頻繁に電話で連絡をよこしている模様。美緒にいい思いでを作らせてやろうと美緒の日本行きを許可する。

### カメラマン
番場 大〈50〉
演 - 竹中直人
業界ではかなりの大御所である有名なカメラマン。和樹や他の男性スタッフには多少暴力的に厳しく接することが多いが、女性には紳士的。最初は和樹には才能が無いと思っていたが、徐々に和樹の才能に気付いていく。写真界では逆らえばやっていけないと言われるくらいの大御所である。
諸畑 健夫〈22〉
演 - 蕨野友也（新人）
和樹の後輩であだ名は「モロ」。見習いだが番場に認められるなど優秀であり、和樹や美緒とも仲がいい。海外行きをかけて和樹に正々堂々と宣戦布告をしたり、クビになった和樹を気にかけたりと気さくで真っ直ぐな好男子。

### 白鷺大学附属病院
結城 秋生〈26〉
演 - 平岡祐太
高木の勤める病院の新人医師。真っ直ぐな性格でハンサムだが、医師としての実力は未熟で、美緒からはよく「ヤブ医者」と呼ばれる。一家全員が医者というエリート一家に育つ。気の強い美緒にいつも振り回される一方、次第にその純粋さや自分への想いに気付きだし、好意を寄せていく。
高木 蓮子〈33〉
演 - 松雪泰子
優秀な心臓外科医。容姿端麗で患者からの信頼の厚く、美緒が唯一わがままを言えない人物でもある。ある理由のために美緒と結城の関係を応援できないでいる。

### その他
斉藤 はるな〈27〉
演 - 酒井若菜
銀行員で和樹の恋人（自称）。和樹のことが大好きであるが、和樹の方はただの友達として認識している。そのことを美緒によく揶揄され、口喧嘩が絶えないが、美緒とは好きなことを言い合えるある意味悪友みたいな関係である。和樹のダメ男ぶりをしっかり分かっていながら、なぜかその全体的な人間としての魅力に惹かれたらしい。
進藤 一流〈28〉
演 - 劇団ひとり
人気のあるヘアメイク。和樹や勝と違い、早くに独立を果たした。仕事は才能が第一と考えている。親から譲り受けた一軒家に和樹や勝と住んでいる。真面目だが器が小さくケチ臭い性格。美緒のことは「バクダン（爆弾娘の意）」「悪魔」「性悪」と呼ぶことが多い。美緒によくからかわれて口喧嘩をするが、密かに想いを寄せている（いわゆるツンデレ）。
二階堂 勝〈30〉
演 - 阿部サダヲ
見習いのスタイリスト。高校時代に2回留年しているため、和樹や一流よりは年上だが同級生である。考えなしに見えるが非常に思慮深く、美緒を励ましたり、優柔不断な和樹の肩を押したりすることが多い。一流の家に居候している。

### ゲスト
端役ながらも演劇人や話題人が多数出演している
第1話
- 二階堂の師匠スタイリスト - 我修院達也
○
- マリエ（番場のモデル） - マリエ
○
- 伊庭野由樹
- 高井理央
- Ian Moore
- Marcel
- Abby Delves
- Sebastian Navarro
- Thea White

第2話
- 遠藤雄弥
- 小林且弥
- 本多力
- 田中亮
- 松岡璃奈子
- 益子梨恵
- 桜井千寿
- 松田暢子
○
- 青山玲子
- 高山都

第3話
- ツバサ（美緒の初恋の相手） - 柏原収史
- 中沢純子
- 阿部ゆり亜
- 田村杏子
- 高井理央
- 斉藤光香
- 大嶋滉人
- 溝口琢矢
- 丸岡楓翔
- 鏑木海智
- 小柴大河
- 青木勁都
- 高橋美優

第4話
- 千葉アリサ
- 沼崎悠
- 深津大樹
- OUA SSINI
- MICHEL ANGST
- GRIGORIJ APUKHTIN
- NISKANEN EIJA
- REBEL DIRK ANTON
- LAURA WINDRATH

第5話
- コージ（美緒をナンパする） - 大東俊介
- 和樹がチケットを売る為声をかける女子大生 - 渡部いずみ

第6話
- 和樹に台風の中、車のパンクをなおしてもらう主婦 - 池谷のぶえ

第6 - 11話
- 青木（高木先生の上司・教授） - 柴俊夫

第7話
- 美緒がデートで結城先生と待ち合わせしたカフェのウエイター - 菅原永二

第7話・第8話
- 東田のぞみ（医大から緊急手術が必要で運ばれてきた来た患者） - 齊藤夢愛

## スタッフ
( )内の数字はドラマの話数を表す。
- 脚本 - 井上由美子
○
- 技術プロデュース - 佐々木宣明(1,2,3,4)
- TD - 白田達夫(1,2,3,4)
- 撮影 - 小松忠信(1,2,3,4)
- 照明 - 田部谷正俊(1,2,4)、鈴木敏雄(1,3)
- 音声 - 北村達郎(1,2,3,4)
- 映像 - 阿部友幸(1,2,3,4)
- VTR - 山本米勝(1,2,3,4)
- 編集 - 松尾浩(1,2,3,4)
- ライン編集 - 飯塚守(1,2,3,4)
- ミュージックエディター - 小西善行(1,2,3,4)
- サウンドエディター - 伊東晃(1,2,3,4)
- MA - 古跡奈歩(1,2,3,4)
 ○
- 美術プロデュース - 柴田慎一郎(1,2,3,4)
- デザイン - 棈木陽次[1](1,2,3,4)
- 美術進行 - 森田誠之(1,2,3,4)
- 大道具 - 西田裕一(1,2,3,4)
- 操作 - 矢島幹之(1,2,3,4)
- 装飾 - 福田健太郎(1,2,3,4)
- 持道具 - 清家正文(1,2,3,4)
- 衣裳 - 細谷恵子(1,2,3,4)
- ネイリスト - 山本めぐみ(2,3,4)
- スタイリスト - 鈴木のり子(1,2,3,4)、櫻井賢之(1,2,3,4)、横尾早織(1,2,3,4)
- メイク - 杉村千春(1,2,3,4)、丸山智美(1,2,3,4)、石原早苗(1,2,3,4)、角真理子(1,2)
- 建具 - 阿久津正巳(1,2,3,4)
- アクリル装飾 - 石橋誉礼(1,2,3,4)
- 電飾 - 倉持光祥(1,2,3,4)
- 視覚効果 - 江崎公光(1,2,3,4)
- 生花装飾 - 牧島美恵(1,2,3,4)
- 植木装飾 - 原利安(1,2,3,4)
- フードコーディネーター - 住川啓子(1,2,3,4)
- CGプロデュース - 冨士川祐輔(1,2,3,4)
- CG・タイトルバック - 鈴木鉄平(1,2,3,4)
○
- 編成 - 立松嗣章(1,2,3,4)
- 広報 - 植村綾(1,2,3,4)
- 宣伝 - 吉田和江(1,2,3,4)
- スチール - 得本公一(1,2,3,4)
- ホームページ - 須之内達也(1,2,3,4)
○

- Skyland pla-net Canada crew(1):（以下オリジナル表記に従うためアルファベット表記を用いる）
  - Line Producer:Martin Yokota
  - Production Manager:Kaz Yagi
  - Production Coodinator:Akiko Ando
  - Location Manager:Gerry Freeman
  - Gaffer:Roger Huyghe
  - Key Grip:Steve Larsen
  - Wardrove Stylist:Maria Livingstone
  - Key Make-up Artist:Karin Mika Shoji
  - Set Decorator/Prop Master:Joanne Leblanc
  - Cast&Extra Casting Director:Patrick Stark
  - Key PA:Jim Karmann
  - Craft Service/First Aid Rensta Lisicka
    - Production Pilot:Jim Filippone
    - WESCAM Operator:Ron Hersey
    - WESCAM Technician:Dane Bjerno
○
- リサーチ - 横幕智裕、植松知子
- スチール監修 - 池畑直樹(1,2,3,4)
- 医療監修 - 川井真(1,2,3,4)
- 看護指導 - 石田喜代美(1,2,3,4)
○
- スケジュール - 洞功二(1,2,3,4)
- 演出補 - 関野宗紀(1,3)、宮木正悟(2,4)
- 制作担当 - 中山裕隆(1,2,3,4)
- 制作主任 - 福島昭二郎(1,2,3,4)、石鍋京子(1,2,3,4)
- 記録 - 小原菁子(1,2)、島田伸子(3,4)
- プロデュース補 - 川原井史子(1,2,3,4)、笛木志津香(1,2,3,4)
○
- プロデュース - 若松央樹(1,2,3,4)、鹿内植(1,2,3,4)
○
- 演出 - 武内英樹(1,2)、川村泰祐(3)、髙木健太郎(4)
- 制作著作 - フジテレビ

## 主題歌・音楽
- 主題歌:小田和正「こころ」(BMG JAPAN)
- 音楽:本間勇輔
  - オリジナル・サウンドトラック:本間勇輔「「ファースト・キス」オリジナル・サウンドトラック」(BMG JAPAN)

## 放送日程
| 各話                                                       | 放送日        | サブタイトル     | 演出              | 視聴率 |
| ---------------------------------------------------------- | ------------- | ---------------- | ----------------- | ------ |
| 第1話                                                      | 2007年7月09日 | 妹は悪魔だった!! | 武内英樹          | 19.7%  |
| 第2話                                                      | 2007年7月16日 | 爆弾娘に合コンを | 武内英樹          | 13.2%  |
| 第3話                                                      | 2007年7月23日 | 妹の恋のはじまり | 川村泰祐          | 15.2%  |
| 第4話                                                      | 2007年7月30日 | 妹が今日失恋する | 髙木健太郎        | 15.8%  |
| 第5話                                                      | 2007年8月06日 | 妹よ! 告白なるか | 川村泰祐          | 13.1%  |
| 第6話                                                      | 2007年8月13日 | 今、恋が生まれる | 武内英樹          | 11.1%  |
| 第7話                                                      | 2007年8月20日 | 今夜、妹が天使に | 川村泰祐          | 12.8%  |
| 第8話                                                      | 2007年8月27日 | さよなら、妹よ   | 武内英樹          | 14.6%  |
| 第9話                                                      | 2007年9月03日 | 行くな、妹よ!    | 川村泰祐          | 13.8%  |
| 第10話                                                     | 2007年9月10日 | 兄と妹の最終章!  | 川村泰祐 武内英樹 | 13.2%  |
| 最終回                                                     | 2007年9月17日 | 天国から来た手紙 | 武内英樹          | 12.4%  |
| 平均視聴率 14.2%（視聴率は関東地区・ビデオリサーチ社調べ） |               |                  |                   |        |

## 補足
- 第8話と第9話はフジテレビイケメンウィークで堀北真希等、『花ざかりの君たちへ〜イケメン♂パラダイス〜』出演者が本作のPR番宣を行った。
- 米国（ロサンゼルス）滞在という設定になっているが、実際はカナダのバンクーバーで撮影されている。オープニングで井上真央がボート上に立って映っている湖も、バンクーバー近郊のハリソン湖で撮影された。
- 加納和樹役の伊藤英明は、TBSで9月9日と10日に放送されたスペシャルドラマ『輪違屋糸里』にも出演した。
- 伊藤英明演じる加納和樹が、子供の頃に好きだったテレビドラマとして、1989年にフジテレビ月9で放送された陣内孝則主演の『愛しあってるかい!』を挙げた（陣内が「愛しあってるかぁ〜い?」と叫ぶシーンも挿入された）。
- 本作の提供スポンサーであるエステー化学が2007年8月1日をもって会社名をエステーに改名したのに従い、エステー化学の提供クレジットも第4話まで「（ひよこのマーク）エステー化学」だったが、第5話から「（ひよこのマーク）エステー」に改められた。